# 絶体×絶命
『絶体×絶命』（ぜったいxぜつめい、原題: Desperate Measures）は、1998年にアメリカで公開されたサスペンス映画。

## ストーリー
サンフランシスコ市警の刑事フランク・コナーには、白血病を患っている幼い息子マシューがいた。息子の病気を治療するには骨髄移植が不可欠なのだが、骨髄の適合者がなかなか見つからずに焦りだけが募っていた。だが、無断で入手したFBIの極秘資料の中に、ついに適合者を発見する。その男の名はピーター・マッケイブ。終身刑で投獄されている凶悪犯だった。フランクはマッケイブに接触し、息子のために骨髄を提供するよう説得するも、彼は真剣に取りあうことすらしなかった。しかし、突然彼がドナーになることを条件付きで了承する。そして移植手術のために病院へと移送されることになるのだが、実は彼の真の目的は脱獄することだった。

## 登場人物
ピーター・マッケイブ
IQ150の凶悪知能犯。これまでに何度も脱獄を試み、看守や囚人を何人も殺している。
フランク・コナー
刑事。妻に先立たれて男手ひとつで息子を育てている。
サマンサ・ホーキンス
マシューの主治医。
ジェレミア・キャシディ
警察署長。
マシュー・コナー
フランクの息子。9歳。白血病を患っている。

## キャスト
| 役名                   | 俳優                     | 日本語吹替                                                                                       | 日本語吹替 |
| 役名                   | 俳優                     | ソフト版                                                                                         | テレビ朝日版 |
| ---------------------- | ------------------------ | ------------------------------------------------------------------------------------------------ | --- |
| ピーター・マッケイブ   | マイケル・キートン       | 山路和弘                                                                                         | 磯部勉 |
| フランク・コナー       | アンディ・ガルシア       | 宮本充                                                                                           | 山路和弘 |
| サマンサ・ホーキンス   | マーシャ・ゲイ・ハーデン | 深見梨加                                                                                         | 塩田朋子 |
| ネイト・オリバー       | エリック・キング         | 星野充昭                                                                                         | 石田圭祐 |
| ジェレミア・キャシディ | ブライアン・コックス     | 池田勝                                                                                           | 三木敏彦 |
| マシュー・コナー       | ジョセフ・クロス         | 大谷育江                                                                                         | 小出達也 |
|                        |                          | 坂口賢一 室園丈裕 青山穣 津田真澄 深水由美 後藤哲夫 稲葉実 伊藤栄次 乃村健次 浅野まゆみ 遊佐浩二 | 藤本譲 千島楊子 古田信幸 大黒和広 廣田行生 坂東尚樹 後藤哲夫 山中誠也 坂口進也 高山綾子 中澤やよい 清水敏孝 望木祐子 上杉陽一 |
|                        |                          |                                                                                                  | |
| 演出                   |                          | 松岡裕紀                                                                                         | 壷井正 |
| 翻訳                   |                          | 高山美香                                                                                         | 平田勝茂 |
| 調整                   |                          | 佐藤隆一                                                                                         | 飯塚秀保 |
| 効果                   |                          |                                                                                                  | VOX |
| 制作                   |                          | ビデオテック                                                                                     | グロービジョン |
| 初回放送               |                          |                                                                                                  | 1999年5月9日 『日曜洋画劇場』                                                                                                 |

## スタッフ
- 監督：バーベット・シュローダー
- 製作：バーベット・シュローダー、スーザン・ホフマン、ゲイリー・フォスター、リー・リッチ
- 製作総指揮：ジェフリー・チャーノフ
- 脚本：デヴィッド・クラス
- 撮影：ルチアーノ・トヴォリ
- 音楽：トレヴァー・ジョーンズ
- 編集：リー・パーシー